# Simian Mobile Disco
Simian Mobile Disco est un groupe anglais de musique électronique. Il est composé de James Ellis Ford et de James Anthony Shaw, ex-membres du groupe Simian.

## Albums
- 2007 - Attack Decay Sustain Release
- 2008 - Sample and Hold (en) (Remixes)
- 2008 - FabricLive.41 (en) (Mix)
- 2009 - Temporary Pleasure
- 2010 - Delicacies (en) (Compilation)
- 2012 - Unpatterns (en)
- 2013 - Live
- 2014 - Whorl (en)
- 2016 - Welcome to Sideways (en)
- 2018 - Murmurations (en)

## Remix
| Année | Artiste                    | Titre                                          |
| ----- | -------------------------- | ---------------------------------------------- |
| 2003  | The Droyds                 | Take Me I'm Yours                              |
| 2003  | Max Waters                 | Cybalon                                        |
| 2003  | Simian                     | La Breeze                                      |
| 2003  | Simian                     | Never Be Alone                                 |
| 2004  | Air                        | Cherry Blossom Girl                            |
| 2004  | Fans of Kate (en)          | Tape 23                                        |
| 2005  | Diefenback                 | Favourite Friend                               |
| 2005  | The Go! Team               | Ladyflash                                      |
| 2005  | Hardkandy                  | State Of You                                   |
| 2005  | Keith                      | Hold That Gun                                  |
| 2005  | Tahiti 80                  | Here Comes                                     |
| 2005  | The Fallout Trust (en)     | Before The Light Goes                          |
| 2005  | The Kills                  | Love Is a Deserter                             |
| 2005  | Dieter Schmidt             | Morse Code from the Cold War                   |
| 2006  | Keith                      | Mona Lisa's Child                              |
| 2006  | Klaxons                    | Magick                                         |
| 2006  | Peaches                    | Downtown                                       |
| 2006  | The Presets                | Are You The One                                |
| 2006  | Revl9n                     | Walking Machine                                |
| 2007  | Björk                      | Innocence                                      |
| 2007  | CSS                        | Let's Make Love and Listen to Death From Above |
| 2007  | Ladytron                   | International Dateline                         |
| 2007  | Klaxons                    | As Above So Below                              |
| 2007  | Muse                       | Knight Of Cydonia                              |
| 2007  | The Rapture                | Whoo! Alright - Yeah Uh Huh                    |
| 2007  | Celebration (en)           | Hands Off My Gold                              |
| 2007  | Armand van Helden          | Je t'aime                                      |
| 2008  | Deerhunter                 | Octet                                          |
| 2008  | The Emperor Machine        | No Sale No I.D.                                |
| 2008  | Inner City                 | Big Fun                                        |
| 2008  | Kid Sister avec Kanye West | Pro Nails                                      |
| 2009  | Performance                | Surrender                                      |
| 2009  | Keith                      | Hold That Gun (Remix par James Ford)           |
| 2009  | DJ Hell                    | U Can Dance                                    |